# 2PU
2PU é uma banda polonesa de rap metal/new metal formada em Zielona Góra no ano de 2001.

## Integrantes
- Izabela Miedejszo – vocal
- Jacek Brzuz – guitarra
- Marek Wiskowski – baixo
- Andrzej Piwowar – bateria

## Discografia
Álbuns de estúdio
- 2005: 2 Public Use

EP
- 2002: Find Another Way...
- 2003: Banana Core
- 2004: Banana Core vol.2
- 2004: Nun!
- 2008: Twoja Wina (versão polonesa)
- 2008: Your Fault (versão americana)

## Influências
- Papa Roach
- System of a Down
- Disturbed
- Paramore
- Guano Apes
- Skunk Anansie
- Limp Bizkit
- Rage Against the Machine
- Linkin Park
- Three Days Grace